# Harry Edwards
Harry Edwards (11 de octubre de 1887–26 de mayo de 1952) fue un director, guionista y actor cinematográfico canadiense cuya carrera artística se desarrolló desde los años 1910 a los 1950, centrándose su producción en la época del cine mudo.

## Biografía
Nacido en Calgary, Alberta (Canadá), trabajó para la productora L-KO Kompany en los años del cine mudo. En sus últimos años en Columbia Pictures, Edwards se ganó la reputación de ser el peor director del estudio. Por esa razón, Barbara Jo Allen y Los tres chiflados solicitaron no trabajar con él.
Edwards es sobre todo conocido por su colaboración con el comediante Harry Langdon, con el que trabajó en los años 1920 en algunos de los mejores cortos del actor, y dirigiendo uno de sus filmes más conocidos, el largometraje Tramp, tramp, tramp, rodado en 1926. Langdon se envaneció con el éxito y prescindió de Edwards y Frank Capra, que también había dirigido algunos de los mayores éxitos de Langdon, para dedicarse él a la dirección. Esta decisión fue muy costosa para la carrera de Langdon, que se resintió, aunque más adelante se reconcilió con Edwards, trabajando ambos en varios cortos cómicos en los años 1930 y 1940.
El 26 de mayo de 1952, poco después de dirigir su primera producción televisiva, Harry Edwards falleció a causa de un envenenamiento por cloruro de carbono.

## Filmografía

### Director
| - 1914 : Universal Ike Gets a Goat - 1915 : In and Out of Society - 1915 : Hearts and Flames - 1915 : The Fatal Note - 1915 : Poor Policy - 1915 : Father Was Neutral - 1916 : Ham and the Masked Marvel - 1916 : The Surf Girl - 1917 : A Fire Escape Finish - 1917 : The Shame of a Chaperone - 1918 : His Double Life - 1918 : Their Neighbor's Baby - 1919 : Taking Things Easy - 1920 : Fix It for Me - 1923 : Boyhood Days - 1923 : A Howling Success - 1923 : Day by Day in Every Way - 1923 : Smarty - 1923 : Oh, Ma the Rent Taker - 1923 : Dad's Boy - 1923 : Ham and Yeggs - 1923 : Spring Fever - 1923 : The Covered Schooner - 1924 : Pay or Move - 1924 : Dusty Dollars - 1924 : A Lofty Marriage - 1924 : Out Bound - 1924 : The Lion and the Souse - 1924 : The Luck o' the Foolish - 1924 : The Hansom Cabman - 1924 : All Night Long - 1924 : Feet of Mud - 1925 : The Sea Squawk - 1925 : His Marriage Wow - 1925 : Boobs in the Wood - 1925 : Plain Clothes - 1925 : Remember When? - 1925 : Lucky Stars - 1925 : There He Goes - 1926 : Saturday Afternoon - 1926 : Tramp, tramp, tramp - 1926 : Fiddlesticks - 1926 : Soldier Man - 1926 : Benson at Calford - 1926 : Fighting to Win - 1926 : Making Good - 1927 : A Hollywood Hero - 1927 : His First Flame - 1927 : The Golf Nut - 1927 : Gold Digger of Weepah - 1927 : Daddy Boy - 1928 : The Beach Club - 1928 : The Best Man - 1928 : The Bicycle Flirt - 1928 : The Girl from Nowhere - 1928 : His Unlucky Night - 1928 : A Dumb Waiter - 1928 : The Campus Vamp - 1928 : Motorboat Mamas - 1928 : Hubby's Weekend Trip - 1928 : A Jim Jam Janitor - 1929 : Clunked on the Corner - 1929 : Sitting Pretty - 1929 : Calling Hubby's Bluff - 1929 : Matchmaking Mamma - 1929 : The Nightwatchman's Mistake - 1929 : A Close Shave - 1929 : Doing His Stuff - 1929 : Sunday Morning - 1929 : His Girl's Wedding - 1930 : Up and Down Stairs - 1930 : Vernon's Aunt - 1930 : Follow Me | - 1930 : Cleaning Up - 1930 : Go to Blazes - 1930 : Ooh La-La - 1931 : Hello Russia - 1931 : The Sargie's Playmate - 1931 : No Privacy - 1931 : Scared Stiff - 1931 : Hello Napoleon - 1931 : The Cat's Paw - 1931 : Howdy Mate - 1931 : First to Fight - 1931 : An Apple a Day - 1931 : Hotter Than Haiti - 1931 : Selling Shorts - 1931 : Bless the Ladies - 1931 : Peeking in Peking - 1932 : Sea Soldier's Sweeties - 1932 : In the Bag - 1932 : Sold at Auction - 1932 : Robinson Crusoe and Son - 1932 : Eyes Have It - 1932 : Meet the Princess - 1932 : Honeymoon Beach - 1932 : Ship A Hooey! - 1932 : Kid Glove Kisses - 1932 : Sunkissed Sweeties - 1932 : A Fool About Women - 1932 : Boy Oh Boy! - 1933 : Leave It to Dad - 1933 : Hot Hoofs - 1933 : Artist's Muddles - 1933 : Feeling Rosy - 1933 : Loose Relations - 1933 : Marriage Humor - 1933 : His Weak Moment - 1933 : Frozen Assets - 1933 : Pop's Pal - 1934 : An Old Gypsy Custom - 1934 : The Super Snooper - 1942 : Sappy Birthday - 1942 : Wedded Blitz - 1942 : Cooks and Crooks - 1942 : Matri-Phony - 1942 : Phoney Cronies - 1942 : Carry Harry - 1942 : College Belles - 1942 : Sappy Pappy - 1942 : Piano Mooner - 1943 : Socks Appeal - 1943 : Two Saplings - 1943 : Blonde and Groom - 1943 : Three Little Twirps - 1943 : Quack Service - 1943 : Garden of Eatin' - 1943 : He Was Only Feudin' - 1943 : Who's Hugh? - 1944 : Defective Detectives - 1944 : His Tale Is Told - 1944 : His Hotel Sweet - 1944 : Wedded Bliss - 1944 : Strife of the Party - 1944 : A Knight and a Blonde - 1944 : Heather and Yon - 1945 : Snooper Service - 1945 : Pistol Packin' Nitwits - 1945 : Wife Decoy - 1945 : The Jury Goes Round 'n' Round - 1945 : The Mayor's Husband - 1945 : Where the Pest Begins - 1945 : A Hit with a Miss - 1945 : Spook to Me - 1946 : The Blonde Stayed On - 1946 : Maid Trouble |

### Guionista
| - 1932 : Hotel Continental - 1928 : The Best Man - 1928 : A Dumb Waiter - 1929 : Clunked on the Corner - 1929 : Don't Get Jealous - 1929 : Jazz Mamas - 1933 : His Weak Moment - 1940 : His Bridal Fright - 1940 : Mr. Clyde Goes to Broadway - 1940 : You're Next - 1940 : Boobs in the Woods - 1940 : No Census, No Feeling - 1940 : Cold Turkey - 1940 : Blondes and Blunders - 1941 : Love at First Fright - 1941 : Host to a Ghost | - 1941 : The Blitz Kiss - 1941 : Some More of Samoa - 1941 : Sweet Spirits of Nighter - 1942 : Cooks and Crooks - 1942 : Phoney Cronies - 1942 : Carry Harry - 1944 : Defective Detectives - 1944 : His Hotel Sweet - 1944 : Strife of the Party - 1944 : Heather and Yon - 1945 : Snooper Service - 1945 : Pistol Packin' Nitwits - 1945 : Spook to Me - 1946 : Maid Trouble - 1948 : Pardon My Lamb Chop |

### Actor
| - 1912 : Young Wild West Cornered by Apaches - 1914 : Le Petit Lord Fauntleroy - 1915 : The Ventures of Marguerite - 1917 : One Good Turn - 1918 : Five to Five - 1918 : Many a Slip - 1918 : Whose Wife? - 1918 : The Night of His Life - 1918 : Never Surprise Your Wife - 1918 : All Dressed Up - 1918 : Widow's Might - 1918 : Know Your Neighbor | - 1919 : Sally's Blighted Career - 1920 : His Pajama Girl - 1921 : Rest in Peace - 1921 : Hubby Behave - 1921 : Dummy Love - 1921 : Take Your Time - 1921 : Zero Love - 1921 : Man vs. Woman - 1921 : His Nibs - 1922 : Cold Feet - 1922 : Mile-a-Minute Mary |